# Córion

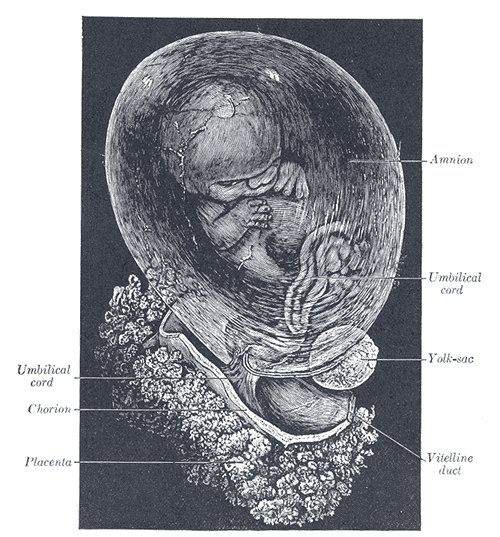
O Córion é uma membrana localizada na parte de fora do âmnio, que tem como função, proteger o embrião. Suas células penetram no endométrio, formando a placenta.

Córion ou Cório é uma  membrana extra-embrionária que existe durante a gravidez e que forma a parede externa dos blastocisto em répteis, aves e mamíferos. Ele é formado pela mesoderme extra-embrionária e duas camadas de trofoblasto que envolvem o embrião e as outras membranas. As vilosidades coriónicas invadem o endométrio para permitir a transferência de nutrientes do sangue materno para o feto.
Ele se desenvolve a partir de uma dobra externa na superfície do saco vitelino, que fica fora da zona pelúcida (em mamíferos), conhecida como membrana vitelina em outros animais. Nos insetos, ele é desenvolvido pelas células foliculares, enquanto o óvulo está no ovário.
Une-se com o alantóide para formar o alantocórion com função respiratória para aves e répteis, não em mamíferos.
Em aves e répteis o córion está localizado logo abaixo da casca; nos mamíferos o córion faz parte da placenta e também está envolvido com a remoção de resíduos.
Durante a segunda semana de desenvolvimento embrionário humano, córion é a camada que reveste internamente o celoma extraembrionário e que é composto por trofoblasto e mesoderme extraembrionário. Surge durante a terceira semana de gestação, entre o o 15º dia e 17º dia de gravidez.

## Tipos
- Liso
- Frondoso (formador da placenta, junto ao endométrio e o alantóide)

## Funções
- Troca de gases (alantocórion)
- Formar a placenta (Córion frondoso - mamíferos)